# 세벨라머
세벨라머(rINN: Sevelamer, /sɛˈvɛləmər/ or /sɛˈvɛləmɪər/)는 투석을 받고 있는 만성콩팥병 환자에서 고인산혈증이 발생하였을 때 혈중 인 수치를 낮추기 위해 사용되는 인 결합제이다.

## 같이 보기
- 탄산란탄
- 인 결합제